# 沈蘅仲
沈蘅仲（1919年3月3日—2016年11月26日）,原上海交通大学附属中学语文特级教师，中国民主同盟盟员。1919年3月3日沈蘅仲出生在江苏海门麒麟镇北狮子镇彭家仓的一个富人家庭，兄妹4人，排行老三。幼年时叫沈茂荃，因兄弟都是茂字辈。3岁时过继给伯父做儿子，6岁时回到父母身边。在他12岁时，伯父将他的名字改为沈蘅仲。
- 第29个教师节 记者寻访上海首批17名特级教师（页面存档备份，存于）